# Mount Haddington
Mount Haddington är ett berg i Antarktis. Det ligger i Västantarktis. Argentina, Chile och Storbritannien gör anspråk på området. Toppen på Mount Haddington är 1 630 meter över havet.
Terrängen runt Mount Haddington är kuperad åt nordväst, men åt sydost är den bergig. Mount Haddington är den högsta punkten i trakten. Trakten är obefolkad. Det finns inga samhällen i närheten.